# Hans Clarin
Hans Clarin, pseudonimo di Hans Joachim Schmid (Wilhelmshaven, 14 settembre 1929 – Aschau im Chiemgau, 28 agosto 2005), è stato un attore tedesco.

Era noto per aver interpretato Dunder-Karlsson nella serie televisiva svedese Pippi Calzelunghe (1969).

## Biografia
Attore teatrale, lavorò attivamente presso il teatro nazionale di Monaco di Baviera, dal 1950 al 1967.

## Filmografia
- Le armi e l'uomo (Helden), regia di Franz Peter Wirth (1958)
- La ragazza dagli occhi di gatto (Das Mädchen mit den Katzenaugen), regia di Eugen York (1958)
- La ballata dei fantasmi (Das Spukschloß im Spessart), regia di Kurt Hoffmann (1960)
- Il laccio rosso (Das indische Tuch), regia di Alfred Vohrer (1963)
- Hui Buh (Hui Buh-Das Schlossgespenst), regia di Sebastian Niemann (2006); postumo